# The Chickbusters
The Chickbusters was een professioneel worstel-tag team dat actief was in de WWE op WWE SmackDown en op Florida Championship Wrestling, een opleidingscentrum van WWE. De leden van het team waren Kaitlyn en AJ en beiden zijn face's (helden).
Kaitlyn en AJ waren deelnemers van seizoen 3 van WWE NXT, die gewonnen werd door Kaitlyn. Ze maakten tijdens de SmackDown-aflevering van 27 mei 2011 hun debuut.

## Geschiedenis
Tijdens de SmackDown-aflevering van 27 mei 2011 maakten de Chickbusters hun teamdebuut, werden gemanaged door Natalya, en verloren hun eerste wedstrijd van Alicia Fox en Tamina. Dit betekende het begin van een feud (vete) met Fox, Tamina en hun manager, Rosa Mendes. De vete ging verder nadat Fox en Tamina tijdens de SmackDown-aflevering van 3 juni 2011 victorieus waren tegen Kaitlyn en AJ, maar de Chickbusters en Natalya hielden een winst uit in de Superstars-aflevering van 23 juni 2011. Tijdens de SmackDown-aflevering van 29 juli 2011 eindigde hun vete nadat Fox, Tamina en Mendes opnieuw wonnen.
Tijdens de SmackDown-aflevering van 5 augustus 2011 vocht AJ tegen haar mentor Natalya in een verliezende prestatie en na de match viel ze AJ aan. Door de actie veranderde Natalya in een heel (schurk) en ging samen worstelen met Beth Phoenix. Tijdens de SmackDown-aflevering van 12 augustus 2011 verloren de Chickbusters van Phoenix en Natalya in een tag teammatch. Ze faalden om te winnen en waren na de match brutaal aangevallen. Tijdens de SmackDown-aflevering van 16 september was AJ bijgestaan door Kaitlyn in een match tegen Beth Phoenix, die ook was bijgestaan door Natalya, in een verliezende prestatie na een "Glam Slam" van Phoenix.

## In het worstelen
- Finishers
  - Headscissors armbar - A.J.
  - Shining wizard - A.J.
  - Wedgie Flatliner - Kaitlyn

- Signature moves
  - Sidewalk slam - Kaitlyn
  - Spinning heel kick - A.J.
  - Hurricanrana A.J.

- Managers
  - Natalya

- Entree thema's
  - "Let's Go" van Hollywood Records (WWE; 2011–heden) – Kaitlyn
  - "Right Now" van Tyler van den Berg (WWE; 2011–heden) – AJ